# Мустьерская культура
Мустье́рская культура, мустьерская эпоха — культурно-технологический комплекс, ассоциируемый с поздними неандертальцами, и соответствующая ему доисторическая эпоха. Соответствует среднему палеолиту либо же (при делении палеолита только на верхний и нижний) считается завершением древнего (нижнего) палеолита. Геологически приходится на верхний плейстоцен, конец рисс-вюрмского межледникового периода и первую половину последнего (вюрмского) оледенения Европы.
Применение улучшенной ускорительной масс-спектрометрии для определения содержания углерода-14 позволило построить надежные хронологии для 40 ключевых мустьерских археологических памятников от Монголии до Испании, а байесовское возрастное моделирование позволило определить, что мустьерский период закончился по всей Европе 41 030—39 260 л. н. (калиброванная дата).

## Общая характеристика
Мустьерская культура впервые определена Г. Мортилье в конце 1860-х годов и названа по пещере Ле-Мустье на юго-западе Франции (кантон Валле-де-л’Ом, департамент Дордонь).
Возникновение мустьерской культуры датируется примерно 120 тысячами лет назад, закат культуры связывают с исчезновением неандертальцев 40 тысяч лет назад. Следует за ашельской культурой (эпохой) и сменяется культурами позднего (верхнего) палеолита: гибридной неандертало-кроманьонской шательперонской и чисто кроманьонской ориньякской. Также некоторые черты африканской стилбейской индустрии сходны с мустьерской культурой. Для мустьерской эпохи, соответствующей среднему палеолиту, характерен метод изготовления орудий, называемый техникой леваллуа и практиковавшийся примерно 250—300 тыс. лет до н.э.
Ареал культуры соответствует ареалу неандертальцев в пору их расцвета около 100 тысяч лет назад: Европа (на север до 54° широты), Северная Африка, Ближний Восток и Средняя Азия. В местах контактов с предками кроманьонцев (Ближний Восток и северная Африка) примерно 100 тысяч лет назад появляются и стоянки кроманьонцев, изготовлявших орудия мустьерского типа, таким образом, вероятно, в этих районах имела место аккультурация кроманьонцев неандертальцами. На территории России следы таких контактов зафиксированы на Среднем Дону, в Костёнках, на Кавказе. Имеется много разновидностей мустьерской культуры, которые нередко распространены на одних и тех же территориях.
Для мустьерской техники обработки камня характерны дисковидные и одноплощадочные нуклеусы (ядрища), от которых откалывались довольно широкие отщепы, превращаемые с помощью оббивки по краям в различные орудия (скрёбла, остроконечники, свёрла, ножи и так далее). Обработка кости развита слабо. Неандертальцы жили в пещерах и под открытым небом, иногда в жилищах, сооружённых из крупных костей мамонта и шкур, занимались охотой на мамонтов, пещерных медведей и других животных, а также собирательством. Погребения неандертальцев, возможно, свидетельствуют о зародившихся религиозных представлениях, однако точных доказательств связи погребений с ритуалом пока не представлено.
К мустьерской эпохе относят появление зачатков искусства: на отдельных предметах находят ритмические ямки и крестики — намёк на орнамент. На некоторых памятниках присутствуют остатки охры, иногда в виде пятен, иногда — сточенным при употреблении куском (подобно карандашу).